# Sorata
Sorata – miasto w Boliwii, w departamencie La Paz, w prowincji Larecaja.